# کانیکاتینی بانیی
کانیکاتینی بانیی (به ایتالیایی: Canicattini Bagni) یک کومونه در ایتالیا است که در استان سیراکوز واقع شده‌است.

## خصوصیات
کانیکاتینی بانیی ۱۵٫۱ کیلومترمربع مساحت و ۷٬۴۱۵ نفر جمعیت دارد و ۳۶۲ متر بالاتر از سطح دریا واقع شده‌است.